# هاوارد هيوز

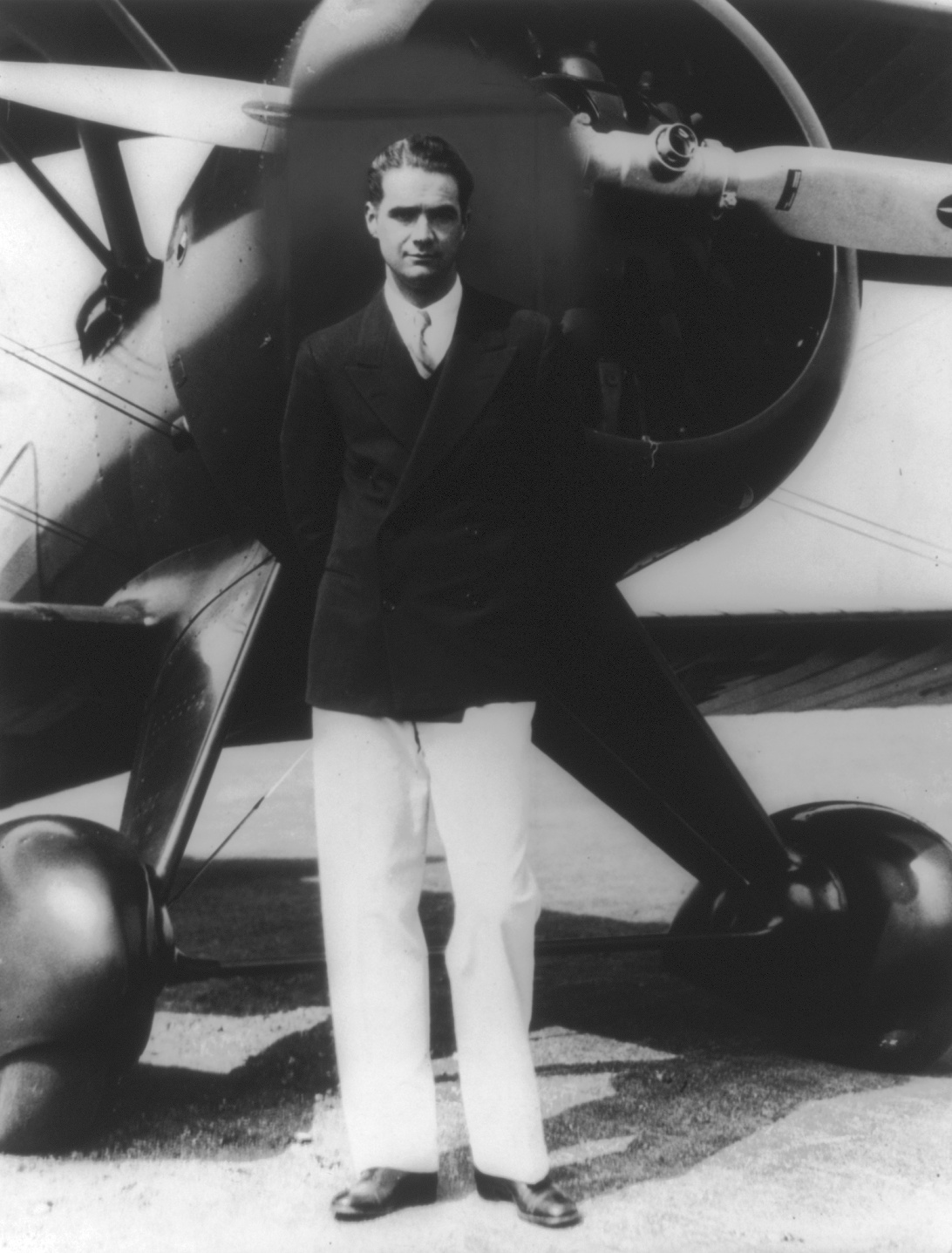
هاوارد هيوز

هاوارد هيوز (Howard Hughes)، (ولد 24 ديسمبر 1905 بمدينة هيوستن - وتوفي في تكساس 5 أبريل 1976) هو صناعي وطيار ومنتج أفلام سينمائية أمريكية، بولاية تكساس الأمريكية، وفي سن التاسعة عشر من عمره ورث أموالا طائلة من شركة متخصصة في إنتاج معدات خاصة بالصناعة البترولية.
كان هاوارد هيوز في وقت من الأوقات رائد الأعمال الأكثر استقطابا للاهتمام في العالم، وذلك لما عرف عنه مهارة وجرأة في أساليب الأعمال التي انتهجها وفي إنجازاته في مجال الطيران وكذلك لحياته الشخصية غريبة الأطوار. والفيلم السينمائي الذي حمل اسم الطيار قد قاد إلى تجدد الاهتمام بحياة رائد الأعمال المثير للدهشة.

## حياة سهلة
ولد هيوز لأسرة ميسورة في مدينة هامبل بولاية تكساس في عام 1905. غير أن حياته في كنف تلك الأسرة لم تزرع فيه متعة الالتحاق بمدرسة خاصة في صباه. فبعد بلوغه السابعة عشر ترك المدرسة. ولكن بفضل تبرع قدمه والده إلى معهد كاليفورنيا للعلوم (Cal Tech) تم السماح لهاوارد بأخذ مقعد له في هذا المعهد. بعد ذلك عاد هيوز إلى تكساس ليلتحق بجامعة رايس الشهيرة. وبعد فترة قصيرة من عيد ميلاده الثامن عشر، توفي والده الأمر الذي دفعه إلى ترك الدراسة في الجامعة بعد أن ورث الجزء الأكبر من ثروة العائلة، بضمنها شركة «هيوز توول» للأدوات والمعدات المستخدمة في إنتاج النفط.

## الولع بالطيران
لم يكن هيوز مليارديرا غريب الأطوار فحسب، بل كان طيارا ماهرا مارس تلك الهواية بإتقان منقطع النظير. ففي عام 1934 فاز بسباق جوي قومي جرى في مدينة ميامي بعد أن حقق سرعة مقدارها 352 ميلا في الساعة خلال قيادته لطائرة عسكرية تحمل اسم «أتش-1». كما طار هيوز في طائرات أخرى حول العالم في عام 1938 بصحبة طاقم صغير ليحطم الرقم القياسي في السرعة بين مدينة ليندبيرغ في ولاية نيويورك وباريس حيث قطع المسافة بثلاثة أيام و19 ساعة و17 دقيقة.

## موهبة الاختراع
في عام 1932، أسس هيوز شركة طائرات هيوز التي استطاعت تحقيق عدة اختراعات في مجال تكنولوجيا الفضاء. وبفضل ذلك حصل هاوارد على ميدالية ذهبية قدمها له الكونغرس الأمريكي على إنجازاته في تقدم علوم الفضاء.
وأحد أعظم اختراعاته في هذا المجال هو طائرة «أتش-4 هيركليز» الحربية. ولكن لسوء الحظ لم يتم الطيران في هذه الطائرة سوى مرة واحدة فوق سطح الماء إلا أنها لم ترتفع في الجو.

## العمل في السينما
بعد وفاة والده قضى هاوارد أغلب أوقاته مع عمه روبرت، الكاتب في استوديوهات ساوميل غولوين، ليصبح فيما بعد مخرجا وكاتبا ومنتجا سينمائيا. وقد جمع أول أفلامه «ملائكة الجحيم» بين عشقه للتمثيل والطيران. وعلى الرغم من النجاح الكبير الذي حققه الفيلم فإن إنتاجه الذي انطوى على تصوير مشاهد طيران في الفضاء قد كلّفت هاوارد خسارة مقدارها 1.5 مليون دولار بالإضافة إلى حياة عدد من الطيارين. غير أن ذلك لم يمنعه من المضي في إنتاج أفلام أخرى منها «سكارفيس» (1932) و«الخارج عن القانون» (1943).

## شركة طيران عابرة للقارات
استقطبت ثروة وسمعة هيوز اهتمام جاك فراي، رئيس شركة «ترانز وورلد إيرلاينز» (TWA)، الذي كان يجد صعوبة في تنفيذ خطط الشركة للحفاظ على تنافسيتها. وقد دفع نفوذ فراي بهيوز إلى شراء حصة أغلبية في الشركة مما أدى إلى إحداث انعطاف مهم في أعمال ونشاط الشركة وأرباحها. كما أدار هيوز نفسه مشاريع مشتركة مع شركة «لوكهيد» بضمن ذلك مشروع لإنتاج ما اعتبر آنذاك أكثر الطائرات تقدما، وهي طائرة كونستيليشن لصالح شركة TWA. وقد حظيت تلك الطائرة بقبول وإعجاب واسعين لمظهرها الجذاب وسرعتها الأمر الذي ساعد شركة TWA على أن تدعم قدراتها التنافسية بشكل كبير.

## الانخراط المباشر
عرف عن هيوز انخراطه المباشر في كل فيلم أنتجه وفي كل اختراع من الاختراعات في مجال الطيران. فقد قام بنفسه في قيادة جميع الطائرات التي ساعد في تصميمها بضمنها طائرة (XF-11) التي كانت عبارة عن طائرة تجريبية للتجسس تم صنعها خصصيصا للجيش الأمريكي. وكادت هذه الطائرة أن تكلف هيوز حياته عندما حطت بشكل اضطراري في حي بيفيرلي هيلز بلوس إنجلوس، حيث اخترقت ثلاثة بيوت قبل أن تندلع النيران بها. كما قاد هيوز بنفسه طائرة في فيلم «ملائكة الجحيم». ولعل سلوك هيوز الميال نحو السيطرة يمثل جزءا مهما من شخصيته التي جعلت منه رجل أعمال قوي وذي نفوذ كبير.

## النساء في حياته
عرف عن هيوز بأنه واحد من أشهر المولعين بالنساء. فقد تزوج صغيرا من إيلكا آيس في عام 1925 ليطلقها في عام 1929. وقضى فترة من الوقت مع كاثرين هيبيرن في سنوات الثلاثينات. ومن بين النساء الأخريات اللائي عقد هيوز علاقات صداقة معهن الممثلات جين هارلو التي أبدعت في دورها بفيلم «ملائكة الجحيم»، وبيتي ديفيس وإيفا غاردنر وتيري موور. كما عرف عن هيوز عن إغرائه لممثلاث شابات مغمورات لكي يقضي ليلة واحدة معهن.

## حياته الشخصية
عندما كان طفلا كانت أمه مهوسة بالعناية بصحته. فبعد أن عانى من مرض أدّى إلى شلله مؤقتا، نما عند هيوز هاجس وخوف كبيرين من الجراثيم. ويقال أن هيوز عانى من اضطراب ذهني لا إرادي ومن الشيزوفرينا بسبب تعرض دماغه لأضرار نجمت عن اصطداماته العديدة في الطائرات. وقد تفاقم مرضه ذلك بمرور الوقت حتى عمد في فترة لاحقة من فترات حياته إلى الاختفاء عن أنظار العالم. وبحلول موعد وفاته في عام 1976 كان مظهره قد تغير كثيرا إلى درجة استدعى التعرف على جسده أخذ بصمات أصابعه.

## الإرث
ترك هيوز ثروة تقدر بنحو ملياري دولار وبدون وصية لتقسيمها. وقد حاول نحو 400 شخص زعموا بأنهم من ورثته أن يحصلوا على جزء من هذه التركة التي آلت في نهاية المطاف إلى 22 من أبناء عمومته وذلك في عام 1983 أي بعد سبع سنوات من وفاته. وفي وقت لاحق من ذلك زعمت الممثلة تيري موور بأنها تزوجت سرا من هيوز ولم يتطلقا لتحصل على تسوية لم يكشف عن قيمتها. وقد قضت المحكمة الأمريكية العليا بأن شركة «هيوز إيركرافت» مملوكة من قبل معهد هاوارد هيوز الطبي الذي باع الشركة إلى مجموعة «جنرال موتورز» في عام 1985 مقابل 5 مليارات دولار.
ناقش فيلم «الطيار» عام 2004 حياته. الفيلم من إخراج المخرج الأمريكي مارتين سكورسيزي، ولقد مثل دور هيوز الممثل الأمريكي ليوناردو دي كابريو.

## السنوات الأولى
يتم تسجيل مهد هيوز 'إما المتواضع أو هيوستن، تكساس. التاريخ هو أيضا غير مؤكد، على الرغم من زعم هيوز كان عيد ميلاده ليلة عيد الميلاد. التوقيع على شهادة خطية الميلاد 1941 شهادة هيوز من قبل عمته Lummis جانو أنيت واستل بوتون شارب الولايات ولد في 24 ديسمبر عام 1905، في مقاطعة هاريس، تكساس. [N 1] ومع ذلك، سجله المعمودية في 7 أكتوبر 1906، في سجل رعية كنيسة القديس يوحنا الأسقفية، في Keokuk، أيوا، لديه ولادته كما هو موضح 24 سبتمبر 1905، دون الإشارة إلى مكان ولادته. [N 2]
وكان والداه ألين ستون جانو (سليل تيودور أوين، زوج الثاني من كاترين من فالوا، الارملة ملكة انكلترا) [3] [4] وهاوارد هيوز R. الأب من ولاية ميسوري من أصل إنجليزي، [5] الذي سجل براءة اختراع بت الأسطوانة اثنين من مخروط، مما سمح الحفر الدوار للبترول في أماكن يصعب الوصول إليها سابقا. قدم هاوارد هيوز R. الأب قرار داهية ومربحة لتسويق الاختراع تأجير بت بدلا من بيعها، وتأسست الشركة في عام 1909 أداة هيوز.
تظهر الموهبة كبيرة في الهندسة في سن مبكرة، بنيت هيوز الإرسال هيوستن الاختيار الأول عندما كان عمره 11 عاما. [6] في 12، تم تصوير هيوز في صحيفة محلية، تبين أنها الصبي الأول في هيوستن أن يكون له آلية " "دراجات، الذي كان قد بناها لنفسه من أجزاء مأخوذة من المحرك البخاري لوالده. [7] وكان طالبا غير مبال مع تروق للرياضيات، وحلقت، والميكانيكية الأشياء، مع دروس الطيران الأولى في 14 والرياضيات في وقت لاحق التدقيق والطيران دورات الهندسة في معهد كاليفورنيا للتكنولوجيا.
توفي ألين هيوز مارس 1922 من مضاعفات الحمل خارج الرحم. في يناير 1924، توفي الأب هاوارد هيوز من نوبة قلبية. ورث هيوز 75 في المئة من ثروة العائلة. وفي عيد ميلاده 19، أعلن هيوز نفسه بالغا رسميا، وتمكن من السيطرة الكاملة على إرثه.
عرف هيوز بلعب الغولف بصورة ممتازة وحماسية من سن مبكرة، وسجل في كثير من الأحيان بالقرب من الأرقام قدم المساواة، وعقد من ثلاثة الإعاقة خلال العشرينات من عمره. لعب بشكل متكرر مع كبار اللاعبين، بما في ذلك الجينات Sarazen. [10] نادرا ما لعب هيوز تنافسية، وتخلوا تدريجيا اهتمامه في هذه الرياضة.
ترك هيوز جامعة رايس بعد وقت قصير من وفاة والده. في 1 حزيران، 1925، تزوج ايلا بوتس رايس، رايس ابنة ديفيد لوسون ومارثا بوتس من هيوستن، تكساس. انتقلوا إلى لوس آنجلوس، حيث أنه يأمل في جعل لنفسه اسما صناعة الأفلام.

## روابط خارجية
- هاوارد هيوز على موقع IMDb (الإنجليزية)
- هاوارد هيوز على موقع الموسوعة البريطانية (الإنجليزية)
- هاوارد هيوز على موقع روتن توميتوز (الإنجليزية)
- هاوارد هيوز على موقع مونزينجر (الألمانية)
- هاوارد هيوز على موقع ألو سيني (الفرنسية)
- هاوارد هيوز على موقع ميوزك برينز (الإنجليزية)
- هاوارد هيوز على موقع تيرنر كلاسيك موفيز (الإنجليزية)
- هاوارد هيوز على موقع أول موفي (الإنجليزية)
- هاوارد هيوز على موقع قاعدة بيانات الأفلام السويدية (السويدية)
- هاوارد هيوز على موقع إن إن دي بي (الإنجليزية)